# Landkreis Stendal
Landkreis Stendal er en  landkreis i den nordøstlige del af den tyske delstat Sachsen-Anhalt. Arealmæssigt er det den sjettestørste landkreis i Tyskland. Nabokreise er mod nord den brandenburgske Landkreis Prignitz, mod øst de ligeledes brandenburgske landkreise Ostprignitz-Ruppin og Havelland; mod syd ligger landkreisene Jerichower Land og Börde og mod vest Altmarkkreis Salzwedel og mod nordvest Landkreis Lüchow-Dannenberg i Niedersachsen.

## Geografi
Landkreis Stendal omfatter landskaberne Altmark og Elbe-Havel-Winkel. Vigtigste vande er Elben, Havel, Tanger, Biese, Aland og Uchte. Det nordligste punkt i Sachsen-Anhalt befinder sig i kommunen Aulosen.

## Byer og Kommuner
(Indbyggertal pr. 31. december 2006)

Enhedskommune
- Havelberg (7.477)

Verwaltungsgemeinschafter med deres kommuner
(*  markerer administrationsby)
| - VG Arneburg-Goldbeck 1. Altenzaun (127) 2. Arneburg, by (1.674) 3. Baben (190) 4. Beelitz (82) 5. Behrendorf (505) 6. Bertkow (319) 7. Eichstedt (Altmark) (450) 8. Goldbeck * (1.324) 9. Hassel (862) 10. Hohenberg-Krusemark (637) 11. Iden (921) 12. Klein Schwechten (535) 13. Lindtorf (404) 14. Rochau (709) 15. Sandauerholz (162) 16. Sanne (162) 17. Schwarzholz (255) 18. Werben (Elben), by (850) - VG Bismark/Kläden 1. Badingen (515) 2. Berkau (485) 3. Bismark (Altmark), by (3.258) 4. Büste (369) 5. Dobberkau (309) 6. Garlipp (201) 7. Grassau (288) 8. Hohenwulsch (416) 9. Holzhausen (117) 10. Käthen (143) 11. Kläden * (729) 12. Könnigde (164) 13. Kremkau (217) 14. Meßdorf (720) 15. Querstedt (234) 16. Schäplitz (109) 17. Schernikau (450) 18. Schinne (464) 19. Schorstedt (297) 20. Steinfeld (Altmark) (312) | - VG Elbe-Havel-Land 1. Fischbeck (Elben) (672) 2. Hohengöhren (445) 3. Kamern (739) 4. Klietz (1.593) 5. Neuermark-Lübars (343) 6. Sandau (Elben), Stadt (1.005) 7. Schönfeld (231) 8. Schönhausen (Elben) * (2.008) 9. Schollene (1.396) 10. Wulkau (450) 11. Wust (873) - VG Osterburg 1. Ballerstedt (308) 2. Düsedau (353) 3. Erxleben (499) 4. Flessau (1.003) 5. Gladigau (369) 6. Hindenburg (428) 7. Königsmark (516) 8. Krevese (531) 9. Meseberg (356) 10. Osterburg (Altmark), Stadt * (6.964) 11. Rossau (429) 12. Walsleben (451) - VG Seehausen (Altmark) 1. Aulosen (236) 2. Beuster (510) 3. Boock (301) 4. Bretsch (627) 5. Falkenberg (253) 6. Gagel (125) 7. Geestgottberg (395) 8. Gollensdorf (302) 9. Groß Garz (772) 10. Heiligenfelde (231) 11. Kossebau (282) 12. Krüden (696) 13. Lichterfelde (311) 14. Losenrade (163) 15. Losse (124) 16. Lückstedt (579) 17. Neukirchen (Altmark) (274) 18. Pollitz (292) 19. Schönberg (563) 20. Seehausen (Altmark), Stadt * (4.132) 21. Wahrenberg (348) 22. Wanzer (124) 23. Wendemark (234) | - VG Stendal-Uchtetal 1. Buchholz (294) 2. Dahlen (646) 3. Groß Schwechten (647) 4. Heeren (570) 5. Insel (754) 6. Möringen (797) 7. Nahrstedt (295) 8. Staats (280) 9. Stendal, by * (36.761) 10. Uchtspringe (1.385) 11. Uenglingen (1.020) 12. Vinzelberg (288) 13. Volgfelde (197) 14. Wittenmoor (282) - VG Tangerhütte-Land 1. Bellingen (274) 2. Birkholz (416) 3. Bittkau (734) 4. Cobbel (268) 5. Demker (368) 6. Grieben (784) 7. Hüselitz (280) 8. Jerchel (137) 9. Kehnert (379) 10. Lüderitz (1.127) 11. Ringfurth (325) 12. Schelldorf (130) 13. Schernebeck (240) 14. Schönwalde (Altmark) (119) 15. Tangerhütte, by * (5.839) 16. Uchtdorf (285) 17. Uetz (199) 18. Weißewarte (432) 19. Windberge (296) - VG Tangermünde 1. Bölsdorf (317) 2. Buch (397) 3. Grobleben (102) 4. Hämerten (211) 5. Langensalzwedel (186) 6. Miltern (395) 7. Storkau (Elben) (164) 8. Tangermünde, by * (9.583) |

## Weblinks
- Wikimedia Commons har flere filer relateret til Landkreis Stendal
- Offizielle Website

52°41′00″N 11°51′00″Ø / 52.683333333333°N 11.85°Ø